# Cân bằng Ricardo
Cân bằng Ricardo (Ricardian equivalence) cũng còn được gọi là Định lý cân bằng Barro-Ricardo (Barro-Ricardo equivalence theorem) là một lý thuyết kinh tế cho rằng người tiêu dùng sẽ hiểu rõ giới hạn ngân sách của chính phủ, và như vậy thời điểm thay đổi thuế suất sẽ không ảnh hưởng tới thay đổi trong tiêu dùng của họ. Theo đó, Cân bằng Ricardo cho rằng việc chính phủ chi trả cho chi tiêu của mình thông qua đi vay hay tăng thuế là không khác biệt, ảnh hưởng của hai biện pháp này lên mức cầu sẽ giống hệt nhau.
Nguyên lý cân bằng Ricardo là một nguyên lý quan trọng trong chính sách tiền tệ và chính sách tài khóa. Năm 1974, Robert J. Barro đưa ra cơ sở lý thuyết cho các phán đoán của Ricardo 

## Link ngoài
- Does It Matter How You Pay for a State Dinner? A Lesson on Ricardian Equivalence by Morgan Rose, at the Library of Economics and Liberty
- Biography of David Ricardo
- Why a tax cut just isn’t fair on teenagers by Tim Harford, Financial Times
- Romeo, Sampson, "The Effect of Budget Deficits on Long-term Interest Rates",  Lưu trữ ngày 6 tháng 3 năm 2012 tại Wayback Machine